# Palazzo Lovatelli Dal Corno
Palazzo Lovatelli Dal Corno, anche detto Palazzo Lovatelli, è un edificio storico situato a Ravenna tra via Mazzini e via Baccarini. Sorge di fronte a un secondo palazzo, da non confondere, anch'esso chiamato Lovatelli poi Brandolini.

## Storia
Appartenuto al conte Ippolito Lovatelli e alla moglie Maria Francesca Dal Corno, accolse l'importante collezione di oggetti d'arte e di libri appartenuta alla famiglia. A Camillo Morigia fu commissionata la sistemazione degli interni e il rifacimento della facciata, quest'ultimo non concretizzato.
A partire dal XX secolo, con la decadenza della famiglia, gli arredi, i volumi e le collezioni del palazzo furono venduti. 
Fino alla sua abolizione nel 1906, vi risiedette l'Ufficio per la riscossione dei dazi d'introduzione, data la vicinanza strategica a una delle porte cittadine. Nel 1938 il palazzo passò di proprietà alle suore Tavelle, tuttora in loro possesso e utilizzato come scuola primaria e secondaria.